# Fiscale hervorming (België)
De belastinghervorming in België staat al jaren ter discussie. De belangrijke principes zijn al lang gekend: een eerlijke (her)verdeling van de lasten, een betere sociale zekerheid, beter onderwijs, hogere pensioenen, meer netto inkomen voor iedereen (belastingverlaging), minder overheidsbeslag en de vereenvoudiging van de fiscale regels. De burgers en de overheid zijn onderling verwikkeld in een discussie over inkomsten en uitgaven. Er is een trend naar het verlagen van de belastingen op arbeid, en een verhoging van de belastingen op kapitaal en consumptie. Werken zou moeten worden aangemoedigd, terwijl reeds lang bestaande fiscale regimes zoals het huwelijksquotient, pensioensparen en langetermijnsparen (door 800.000 Belgen gebruikt) zouden worden afgebouwd.

## Historische complexiteit
De belastingschalen werden over de jaren vereenvoudigd, wat op zich goed is. Maar de Belgische inkomstenbelasting blijft een historische koterij van uitzonderingen om de hoge belastingen selectief te verminderen door specifieke, voorwaardelijke en begrensde aftrekposten te voorzien, welke heel veel administratie vergen, niet algemeen bekend zijn bij alle belastingbetalers, slechts door een (klein) deel van de bevolking kunnen worden gebruikt, relatief weinig effectief zijn, vaak maatschappelijk niet (langer) zinvol zijn en dikwijls leiden tot fiscaal misbruik, of niet het gewenste effect hebben.
Voor bepaalde codes komen enkel de hogere sociale klassen in aanmerking (b.v. gedeeltelijke vrijstelling van roerende voorheffing op aandelen). Wat ook speelt is dat gezinnen die niet zo vaardig zijn veel codes van belastingvermindering mislopen omdat ze niet fiscaal geletterd zijn, of niet in aanmerking komen voor een belastingvermindering omdat ze geen belasting betalen wegens geen of een te laag inkomen, of omdat ze bepaalde investeringen financieel niet aankunnen of aandurven.
Sommige codes worden automatisch toegekend, maar om belastingvermindering of teruggave te verkrijgen moeten vele codes toch vaak manueel en expliciet worden toegevoegd op het belastingformulier, en attesten worden aangedragen. Te veel belastingbetalers doen niet de moeite om zich te informeren over de mogelijkheden om een belastingaftrek te bekomen, hebben niet de intellectuele vaardigheden om de aanvraag op een correcte manier te doen, beschikken niet over de nodige bewijsstukken en aanvaarden ten onrechte, en in hun nadeel, het "Voorstel van vereenvoudigde aangifte", zonder dit grondig te controleren. Alhoewel de tax-on-web-applicatie redelijk logisch is opgebouwd, en over het algemeen betrouwbaar kan worden gebruikt, blijft het toch altijd een hele klus om de belastingaangifte op een correcte manier te doen. De fiscale regelgeving blijft uiteindelijk te ingewikkeld, en verschilt per regio.
Het Belgische belastingstelsel is een complexe en een met alles verbonden lijst van parameters en fiscale regels. Bepaalde belastingen worden federaal bepaald; andere gewestelijk of gemeentelijk, wat de complexiteit nog groter maakt. Nog andere belastingen zijn voor de provincie, of de gemeenschappen. Tarieven en voorwaarden verschillen per gewest. Dikwijls zijn bepaalde maatregelen specifiek bedoeld voor bepaalde bevolkingsgroepen, wat de sociale tegenstellingen nog meer op de spits drijft. De fiscale wetgeving is hierdoor te complex. Fiscale wetten hebben vaak raakvlakken met de sociale zekerheid. Tevens is er een effect op alle aspecten van het maatschappelijk leven.

### Verouderde tijdelijke maatregelen
Bepaalde tijdelijke maatregelen hebben de neiging om te blijven bestaan, zonder dat het duidelijk is of ze het gewenste effect hebben. Er zijn argumenten om de bijzondere bijdrage voor de sociale zekerheid die sinds 1994 bestaat (regering-Dehaene; globaal plan om de tekorten in de sociale zekerheid te verminderen) af te schaffen. De fiscale voordelen van het pensioensparen en het langetermijnsparen werden sinds hun invoering stelselmatig verminderd, alhoewel het de originele bedoeling was de eerste pijler van de pensioenen te ondersteunen. De rendementen voor de fiscale tak 21 beleggingen staan historisch laag, waardoor ook de pensioenfondsen en het rendement van deze langetermijnbelegging voor de pensioenspaarder onder druk komen. Er zijn redenen om voor pensioensparen te kiezen voor een tak-23 belegging, omdat aandelen op lange termijn meer rendement geven.
Nog een voorbeeld van een tijdelijke maatregel is de energie- en elektriciteitspremie van 2022-2023, waar veelverdieners een deel via de personenbelasting moeten terugbetalen: de bijzondere bijdrage energie voor een netto belastbaar inkomen van meer dan 62.000 € (of 125.000 € voor partners, verhoogd met 3.700 € per persoon ten laste).
Tijdelijke maatregelen vergen telkens bijkomende codes, procedures, administratie en fiscale controle, zoals de hervorming van de auteursrechten. Voor uitzonderlijke regels worden er vaak geen codes voorzien, maar gaat de afhandeling via een verplichte bijlage wat leidt tot manuele afhandeling, zoals voor de kaaimantaks en de professionele huurwetgeving. Tevens leiden de herhaalde wijzigingen tot een wildgroei in de wetgeving en verliezen de burgers en de ondernemingen hun vertrouwen bij langetermijninvesteringen (zoals met de fiscale voordelen voor zonnepanelen).

## Voorstellen tot vereenvoudiging
Sommige politieke stromingen zouden willen dat alle inkomsten, onverschillig de bron, tezamen worden belast. Dit zou met de huidige belastingschalen betekenen dat roerende inkomsten die nu nog belast worden aan 30% voor de meeste belastingplichtigen onder de schaal van 40, 45 of 50% zouden vallen voor kapitalen die al eerder belast werden onder de inkomstenbelasting. Dit impliceert dus een herziening van de belastingschalen. Anderen willen een vlaktaks. Sinds 2022 is er een discussie binnen de regering over de nodige en mogelijke maatregelen. Maar de verschillende partijen komen niet tot een akkoord.

### Principes
De Hoge Raad van Financiën bracht in mei 2020 een uitgebreide analyse. In juli 2022 maakte Mark Delanote, op basis van expertenrapport, een voorstel om arbeid minder, en kapitalen meer te belasten en tevens een aantal codes af te schaffen. Er werden ook voorstellen gedaan om de btw selectief te verhogen, waardoor er meer belasting op consumptie wordt gelegd, en specifieke onrechtstreekse milieutaksen worden geheven via de energieconsumptie (met een onrechtstreekse impact op de klimaatverandering). Al deze maatregelen zouden een taxshift impliceren. Maar met de energiecrisis van 2022 zijn deze alternatieve fiscale inkomsten achterhaald. Na de tijdelijke verlaging van de btw van 21 naar 6% op energie in 2022, ter compensatie van de gevolgen van de Russische invasie van Oekraïne sinds 2022, werd er zelfs voorgesteld om deze lagere btw te verlengen, het sociaal elektriciteitstarief uit te breiden en dynamische accijnzen te heffen. Men kan op die manier de lagere sociale klassen tegemoetkomen en de veelverdieners een extra bijdrage laten leveren; het btw-percentage is voor iedereen gelijk, maar accijnzen kan men aanpassen aan de sociale context van de belastingplichtige.

### Voorstellen juli 2022
Vincent Van Peteghem (CD&V) heeft in juli 2022 een niet gebudgetteerd voorstel gedaan om met enkele van deze voorstellen rekening te houden. Zijn plan zou globaal 10 miljard minder personenbelastingen opbrengen, die dan elders moeten worden gerecupereerd. Er zou een een verlaging van de vennootschapsbelasting voor kmo's komen.
Hij ijvert voor een dual income tax waarbij arbeid en kapitaal apart worden belast. De roerende voorheffing zou worden verlaagd naar 25%, met een vrijstelling van 6.000 € aan roerende inkomsten om de kleine spaarder te ontzien. Onroerende inkomsten zouden eveneens worden belast aan 25%. Vermogenswinsten zouden worden belast aan 15%. Het huwelijksquotiënt zou worden afgebouwd, alsook het verhoogd plafond voor pensioensparen. Langetermijnsparen zou worden afgeschaft. De aftrek voor een onderhoudsuitkering zou worden afgeschaft. Diverse cheques zouden eveneens worden afgeschaft, terwijl cafetariaplannen zouden worden aangemoedigd. Andere voordelen zoals maaltijdcheques zouden ongemoeid blijven. De tankkaart van firmawagens zou worden belast bij de werkgever. Er zou meer controle gebeuren op auteursrechten en profvoetballers. Door de hervorming van de belastingen op auteursrechten zouden de IT-sector, de advocaten en de architecten getroffen worden. Commissievoorzitter Marie Christine Marghem (MR) stemde tegen de hervorming uit vrees dat deze sectoren naar het buitenland zouden verhuizen. Georges-Louis Bouchez wilde vasthouden aan de auteursrechten voor de IT-sector, terwijl deze regel al werd geschrapt uit titel 6 van het wetboek economisch recht. Agoria was ook vragende partij om omzichtig om te springen met het schrappen van deze regel. Dit leidde voor de inkomsten 2023 tot een eenmalige code.

#### Voorstel tot aanpassing van de belastingschalen
| Tarief | Netto belastbaar inkomen tot | Marginale belasting | Cumulatieve belasting |
| ------ | ---------------------------- | ------------------- | --------------------- |
| 0%     | 13.390 €                     | 0 €                 | 0 €                   |
| 25%    | 13.870 €                     | 120 €               | 120 €                 |
| 35%    | 24.480 €                     | 3.713 €             | 3.833 €               |
| 40%    | 42.370 €                     | 7.156 €             | 10.989 €              |
| 45%    | 84.740 €                     | 19.067 €            | 30.056 €              |
| 50%    | > 84.740 €                   | pro rata            | pro rata              |

De bedragen van de belastingschalen zouden worden opgetrokken. Dit betekent een algemene belastingverlaging. De belastingtarief van 50% wordt opgetrokken van 41.060 € (inkomsten 2020) naar 84.740 €. Voor een netto belastbaar inkomen van 42.370 € zou de belasting dalen van 13.682 € (inkomsten van 2020) naar 10.989 €. De belastingvrije som zou verhoogd worden van 9.270 € (inkomsten 2021) tot 13.390 €. Wegens de indexatie is de belastingvrije som voor de inkomsten van 2023 al verhoogd naar 10.160 €. Er zou een vijfde belastingschrijf van 35 % komen. Dit zou kunnen betekenen dat de belastingschijf van 25% praktisch volledig zou kunnen wegvallen (slechts een maximale cumulatieve belasting van 120 € tot de schijf van 35 %) waardoor er in principe toch 4 belastingschalen zouden kunnen behouden blijven. Een echte vereenvoudiging zou zijn om het laagste tarief van 25% volledig af te schaffen; dit zou ook het aanslagbiljet vereenvoudigen.
| Tarief | Bruto maandloon | Belastbaar maandloon | Netto belastbaar inkomen | Personenbelasting      | Personenbelasting     | Personenbelasting    | Personenbelasting     |
| Tarief | Bruto maandloon | Belastbaar maandloon | Netto belastbaar inkomen | Volgens inkomsten 2020 | Volgens voorstel 2022 | Belasting- verlaging | Procentuele verlaging |
| ------ | --------------- | -------------------- | ------------------------ | ---------------------- | --------------------- | -------------------- | --------------------- |
| 0%     | 1.600 €         | 1.116 €              | 13.390 €                 | 1.030 €                | 0 €                   | -1.030 €             | 100%                  |
| 25%    | 1.651 €         | 1.156 €              | 13.870 €                 | 1.284 €                | 120 €                 | -1.164 €             | 91%                   |
| 35%    | 2.786 €         | 2.040 €              | 24.480 €                 | 5.566 €                | 3.833 €               | -1.733 €             | 31%                   |
| 40%    | 4.478 €         | 3.531 €              | 42.370 €                 | 13.682 €               | 10.989 €              | -2.693 €             | 20%                   |
| 45%    | 8.493 €         | 7.062 €              | 84.740 €                 | 34.867 €               | 30.056 €              | -4.811 €             | 14%                   |

#### Voorstel btw-tarieven
Er zou een nieuw btw-tarief van 9% komen, om de huidige belasting 6% en 12% te vervangen, terwijl voor bepaalde basisbehoeften geen btw meer zou worden geheven. Slechts een minderheid van de producten worden belast aan 12%. De btw op elektriciteit en gas werd in 2022 verlaagd naar 6 %, zij het dat er accijnzen zullen worden geheven als de energietarieven terug genormaliseerd worden. Vele economen vinden het geen goed idee om btw-tarieven te veel te verlagen omdat dit geen garantie geeft dat de lage inkomens hier voldoende kunnen van genieten, en ook omdat het minder inkomsten betekent voor de overheid; met hogere btw-tarieven kan de overheid meer sociale ondersteuning bieden en wordt overmatige consumptie (en de impact op het milieu) afgeremd. Europa zou tegen 2030 de btw op aardgas, steenkool en brandhout willen verhogen tot 21%. De btw voor groenten, fruit, openbaar vervoer, geneesmiddelen, luiers en andere intieme hygiënische bescherming zou op 0% komen. De btw op boeken, tijdschriften, vlees, vis en zuivel zou verhogen naar 9%; voor margarine zou het dalen naar 9%. Accijnzen op tabak zouden verhogen. Bepaalde subsidies op fossiele brandstoffen zouden worden afgebouwd.

### Voorstellen maart 2023
Van Peteghem heeft zijn voorstellen in maart 2023 verder uitgewerkt. De belastingvrije schijf zou verhoogd worden tot 13.500 €. Het originele voorstel van 2022 voor een nieuwe belastingschijf van 35% vervalt, de belastingschijf van 45% zou worden opgetrokken. De werkbonus zou geleidelijker worden afgebouwd waardoor voltijds werken of een promotie aantrekkelijker wordt. Alle maatregelen samen zouden een vermindering van belastinginkomsten van 6 miljard betekenen. Om deze belastingverlagingen te financieren zou er een minimumbelasting worden geheven voor multinationals en zou de effectentaks verdubbelen. Een belastingvermindering betekent ook minder inkomsten voor de regio's en de gemeenten. De federale overheid rekent op een terugverdieneffect omdat er meer werkgelegenheid zou komen. Sommige financiële analisten twijfelen echter aan de betaalbaarheid en de rechtvaardigheid van de hervormingen.
Het huwelijksquotiënt zou vervallen, wat een serieuze belastingverhoging betekent voor eenverdienergezinnen. Nieuwe contracten voor langetermijnsparen zouden vanaf 2024 niet meer mogelijk zijn. Aftrekbaarheid van onderhoudsuitkeringen zouden worden afgebouwd.
Mogelijks zou de volgende regering nog een meerwaardebelasting kunnen invoeren. De hervorming van de maaltijdcheques, de belasting van de reële huurwaarde en de bedrijfswagens zouden worden doorgeschoven over de verkiezingen van 2024.

### Breuk in juli 2023
Door de aanhoudende onenigheid in de Vivaldicoalitie bleek een grote belastinghervorming onmogelijk. De bijzondere bijdrage voor de sociale zekerheid, die een belasting op het gezinsinkomen (gezamenlijk belastbaar inkomen) is, zou vanaf 2024 worden afgeschaft. De werkbonus voor de lagere lonen zou worden verhoogd en er zou een 'specifieke maatregel' komen voor zelfstandigen. Dit alles zou slechts 2 miljard euro aan belastingvermindering betekenen die dan moet worden gerecupereerd via extra btw-heffingen, een uitbreiding van de effectentaks en de beperking van een investeringsaftrek tussen vennootschappen. Dit zou slechts een fractie geweest zijn van de 6 miljard die voorzien werd in het originele plan van juli 2022. De andere 4 miljard viel weg omdat de PS uiteindelijk niet akkoord ging met het verhogen van de belastingvrije som, wegens een te grote budgettaire impact op Wallonië en Brussel; een punt dat Vooruit nochtans steunde in de zomer van 2022.
De MR had tijdens het weekeinde van 16 juli de onderhandelingen verlaten, terwijl Alexander De Croo de onderhandelingen bleef ondersteunen en Vincent Van Peteghem bleef hopen op een akkoord tegen de nationale feestdag. Door de aanhoudende discussies tussen de MR en de PS, en zonder een akkoord over de financiering van de belastinghervorming met de andere coalitiepartners, sprongen de onderhandelingen af in de avond van 18 juli. De PS kon niet akkoord met de verstrenging van de werkloosheid- en ziekteregeling terwijl de MR geen extra belastingen wilde aanvaarden, en tevens meer maatregelen wilde ter bevordering van de tewerkstelling en een fiscale tegemoetkoming voor de bedrijven waarmee de PS dan niet mee akkoord was. De MR aanvaardde zelfs niet langer een verhoging van de effectentaks, een maatregel dat ze in de zomer van 2022 wel kon aanvaarden.
Uiteindelijk faalde de hervorming wegens een te grote impact op de federale, gewestelijke, provinciale en gemeentelijke begroting. Vijf van de zeven coalitiepartners gaven de MR hiervan de schuld. OpenVLD betreurde dat de groenen en de PS de verhoging van de btw niet hadden aanvaard. Alle partijen blijven het voorstel in zijn geheel wel een goede basis vinden voor een toekomstig regeerakkoord. Toch moesten ze toegeven dat het deze keer niet in het regeerakkoord stond ingeschreven. De MR gaf wel te kennen toch opnieuw te willen onderhandelen tijdens de begrotingscontrole van september-oktober 2023. De CD&V gaf aan om enkel nog in een toekomstige regering te stappen die een regeerakkoord goedkeurt dat de algemene belastinghervorming volledig uitwerkt. Wat in juli 2022 nog een beloftevol voorstel leek verviel in juli 2023 tot een puinhoop. Van de 70 te schrappen codes zoals Van Peteghem in 2023 voorstelde vervielen er slechts 30.

### 2024
Meer en meer komen er bij de linkse partijen ideeën om de meestvermogende burgers harder te belasten. Daartegenover staan de rechtse partijen die aangeven dat (het opbouwen van) vermogens al heel hard worden belast (personenbelasting, vennootschapsbelasting, roerende en onroerende voorheffing, erfbelasting, btw, accijnzen en diverse taksen) en dat de Belgische belastingen al tot de hoogste behoren. Als de belastingen zouden verhogen, en er geen (overheids)besparingen zouden komen, zal de Belgische economie zich uit de markt prijzen. Dit zou tot een vicieuze cirkel leiden door de afbouw van de tewerkstelling, de sociale zekerheid en de welvaart.
Bij de regeringsvorming van Arizona door formateur Bart De Wever heeft Georges-Louis Bouchez op 22 augustus 2024 het ultieme voorstel van de belastinghervorming verworpen, zogezegd omdat hij niet akkoord ging met de meerwaardebelasting (op aandelen). Maar in feite was hij niet akkoord met het verschillende belastingverhogingen (6 miljard) ter compensatie van de verlagingen (9 miljard, vanwege de arbeidsstimulerende maatregelen en mede als gevolg van de vereenvoudigingen). Ook de voorgestelde btw-hervorming (en verhoging) en extra toeslagen op vliegen, tankkaarten en accijnzen was een punt van discussie. MR vond dat De Wever Vooruit te veel tegemoet was gekomen. Men moet in deze ook de politieke concurrentie van de opositie (OpenVLD en SP) in aanmerking nemen. Dit beklemtoont nogmaals de tegenstelling links-rechts. De verschillende politieke partijen denken te veel aan hun achterban, en te weinig aan de belangrijke langetermijndoelstellingen: de betaalbaarheid van de arbeid, de huisvesting, de levensduurte, de gezondheidszorg, het onderwijs, de pensioenen en de armoedebestrijding.
Een mogelijkheid voor een tax cut waar nog niet over gecommuniceerd werd zijn de regionale opcentiemen, waardoor de Vlaamse regering gerichte sociale correcties kan invoeren. Deze werd mogelijk door de zesde staatshervorming (2014) die meer fiscale autonomie gaf aan de gewesten. Dit kan b.v. leiden tot het afbouwen van koterijen in de Vlaamse administratie door het verminderen van het aantal gesubsidieerde uitgaven en het rechtstreeks verminderen van de belastingen van minder bevoorrechte burgers.

## Discussiepunten
Er staan een aantal historische maatregelen ter discussie, heel belangrijk voor de meerderheid van de gezinnen. Al deze maatregelen samen kunnen voor veel gezinnen een belastingverhoging van (meerdere) duizenden euro's betekenen, wat de discussie natuurlijk heel contentieus maakt. Deze aftrekposten kunnen niet ongedaan worden gemaakt, zonder de (grensbedragen op de) belastingschalen aan te passen.
Na het akkoord over de meerwaardebelasting wil premier Bart De Wever de hervormingsregering die de Arizona-coalitie moet zijn, helemaal onder stoom brengen. 'Next stop: de fiscale hervorming en de pensioenen.'

### Aftrekposten
- dienstencheques
- ecocheques
- effectentaks
- fiscale voordelen voor de eerste en tweede woning
- belasting op huurinkomsten
- langetermijnsparen
- maaltijdcheques
- pensioenhervorming
- pensioensparen
- salariswagens

### Algemene discussiepunten
- de belastingschalen;[20]
- belasting op vastgoed;
  - belasting op buitenlands onroerend goed
  - gemeentelijke belasting op tweede verblijven in gemeenten zonder opcentiemen
- gezinsgebonden belastingen;
  - bijzondere bijdrage voor de sociale zekerheid
  - huwelijksquotiënt, voor gezinnen waar slechts 1 partner inkomsten heeft[59]
  - belastingvermindering voor kinderen ten laste (degressief of vlak?)
  - moet het kindergeld eventueel afhankelijk worden gemaakt van het inkomen?
- sociale tegemoetkomingen voor nieuwe Belgen;
- fiscale effecten op de tewerkstelling (terugverdieneffect);
- vermogenskadaster en vermogensbelasting;
- vermogenswinsten (roerend, onroerend - met uitzondering op de eigen woning);
- archaïsche tegemoetkomingen zoals b.v. op huispersoneel; deze werd weggestemd tijdens de regering-De Wever.[60]

### Standpunt van de politieke partijen
De politieke partijen zijn geneigd om maatregelen in te voeren die voordelig zijn voor hun kiespubliek, waardoor het parlement machteloos toekijkt.
De CD&V stelde initieel voor om niet alleen de belastingvrije som te verhogen, maar ook de belastingschalen aan te passen te voordele van een algehele belastingverlaging. Een neveneffect hiervan zou zijn dat veelverdieners in absolute termen meer voordeel krijgen, hoewel het relatieve voordeel zeer sterk degressief is (zie tabel hierboven). Begin september 2022 verzwakte de CD&V hun standpunt door in een eerste fase enkel de belastingvrije som te verhogen.
OpenVLD wil niet alleen de belastingvrije som verhogen, maar ook de belastingschalen aanpassen. Dit stond al in het origineel voorstel van de CD&V.
De socialistische partij Vooruit is voorstander om enkel de belastingvrije som te verhogen en de belastingschalen niet aan te passen, om te vermijden dat veelverdieners te veel voordeel zouden halen. Vooruit is ook voorstander om de btw-tarieven op b.v. gezonde voeding te verlagen.
MR weigert iedere belastingverhoging voor ondernemingen. Tevens is Georges-Louis Bouchez tegen de btw-verhoging voor voeding en eist hij een gelijktijdige hervorming van de tewerkstelling en de pensioenen. Hij kon initieel wel leven met een verhoging van de effectentaks, maar weigerde op 18 juli 2023.

### Segmentatie
Sommige inwoners gaan zo ver dat ze hun woonplaats kiezen in functie van belastingoptimalisatie. Sociale tegemoetkomingen hebben niet altijd het gewenste effect. Sommige premies worden niet opgevraagd door gezinnen die het nodig hebben omdat ze niet de juiste vaardigheden hebben om de wetgeving en de administratie op te volgen.
Linkse partijen zijn eerder geneigd om kapitalen zwaarder te belasten. Linkse partijen zijn voor de invoering van een vermogensbelasting en het progressief belasten van de meestvermogende burgers. Rechtse partijen zijn tegen maatregelen met impact op inkomsten uit kapitaal zoals intresten, dividenden of meerwaarden. Er is een voortdurend conflict tussen arbeiders, bedienden, zelfstandigen, bedrijfsleiders, beleggers en investeerders.

## Betaalbaarheid
De belastingen in België zijn in het algemeen reeds heel hoog. De vraag stelt zich of alle financiële overheidsproblemen alleen kunnen worden opgelost met een taxshift. Moet de overheid niet tevens overgaan tot interne besparingen, omdat de huidige overheidsbudgetten een belastingverlaging onmogelijk maken? Belastingverhoging is onmogelijk omdat de Belgische belastingen al hoger zijn dan in gelijkaardige landen. Er stellen zich belangrijke financiële uitdagingen: de verhoging van de defensie-uitgaven, van de ontwikkelingshulp, de maatregelen tegen de klimaatverandering, de wachtlijsten in de zorg, meeruitgaven voor onderwijs, de stijgende pensioenen, de stijgende intresten op de overheidsdeficieten. In november 2022 werd door het rekenhof vastgesteld dat een steeds groter deel van de sociale zekerheid moet worden bijgepast door de begroting en btw-belastingen. De hervorming van de belastingen is aldus nauw verbonden met de pensioenhervorming en de staatshervorming.
Sommige premies en projecten voor zonnepanelen, windmolenparken en hoogspanningslijnen staan ter discussie. Tevens is er discussie over overwinsten en subsidies aan bedrijven die het milieu vervuilen of vervuild hebben en het ontkoppelen van de prijs van gas en elektriciteit.
Tijdens de (uiteindelijk mislukte) Arizona-onderhandelingen werden er, naast een netto belastingvermindering van 3 miljard, voor 13,5 miljard aan besparingen voorzien tegen 2029, voornamelijk op de arbeidsmarkt (werkloosheid, index), pensioenen, de overheid, migratie, ontwikkelingssamenwerking, wetenschapsbeleid en fraudebestrijding (hoe kan je hierop besparen; zijn dat niet eerder netto belastingverhogingen?).